# Mẹ Maria than khóc

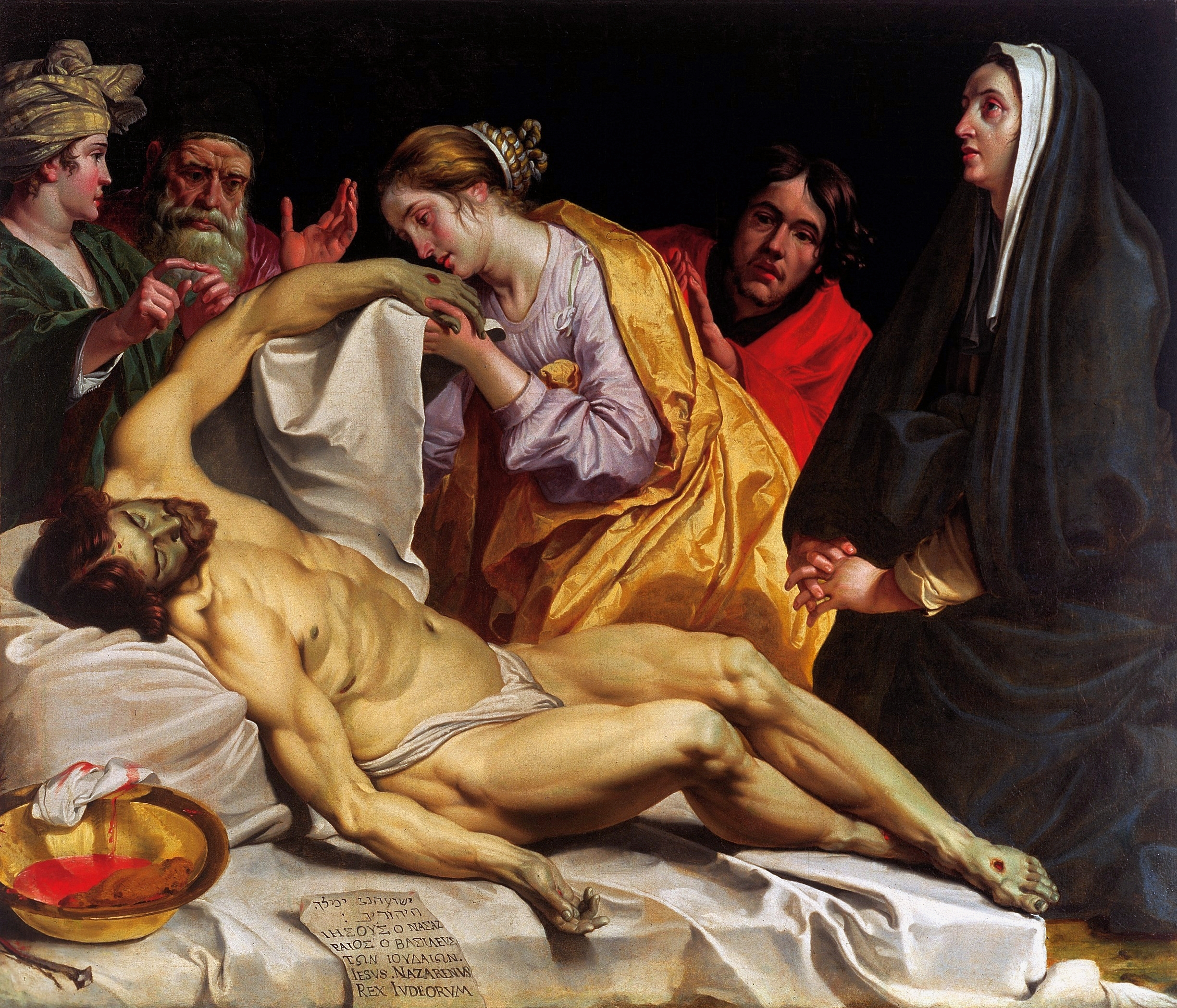
Tranh Đức Mẹ than khóc của họa sĩ Abraham Janssens, được trưng bày tại bảo tàng quốc gia Warszawa

Mẹ Maria than khóc (tiếng Hungary: Ómagyar Mária-siralom) là một bài thơ cổ nhất từng được biết đến của Hungary. Bài thơ gốc từng được chuyển thể sang thành một bản thảo bằng chữ Latinh vào khoảng năm 1300. Bản thảo này gần giống với Halotti beszéd (Điếu văn tang lễ), là một văn bản rõ nghĩa đầu tiên được viết bằng tiếng Hungary từ năm 1192 đến 1195. Bản thảo bằng chữ Latinh được xem như một bản dịch hoặc là một sự tiếp nối của bài thơ gốc và được bắt đầu bằng những chữ Latinh như Planctus ante nescia, vốn rất phổ biến ở Châu Âu vào thời Trung Cổ. Nhân vật chính trong bài thơ là Đức Mẹ Maria và bối cảnh của bài thơ là Đức Mẹ than khóc khi Chúa Giê-su bị đóng đinh trên Thập tự giá ở Đồi Can-vê. Bài thơ thuộc về thể loại thơ ca tôn giáo của Công giáo La Mã. Cách giải nghĩa của bài thơ vẫn là một chủ đề được đem ra bàn luận trong văn tự học Hungary. Trong đó, đặc biệt có một số từ và đoạn vẫn còn gây nhiều tranh cãi. Pais Dezső, người phiên âm lại bài thơ gốc cũng phải dựa vào những bản dịch đã có từ trước đó.

## Nội dung bài thơ
| Bản gốc | Bản dịch âm (của Dezső Pais)                                                                            | Bản bằng tiếng Hungary hiện đại (của Ferenc Molnár)                                                                  | Dịch bản từ tiếng Anh |
| --- | --- | --- | --- |
| Volek ſyrolm thudothlon ſy rolmol ſepedyk. buol oʒuk epedek ··                                                 | Volék sirolm tudotlon. Sirolmol sepedik, buol oszuk, epedek,                                            | Nem ismertem a siralmat, Most siralom sebez, Fájdalom gyötör, epeszt.                                                | Chưa bao giờ ta biết đến đau khổ, Mà giờ đây tiếng lòng như rạn nứt, Vết thương này như cào xé tim ta.                                                                                    |
| Walaſth vylagum tul ſydou fyodumtul eʒes urumētuul.                                                            | Választ világumtuul, zsidou fiodumtuul, ézes ürümemtüül.                                                | Elválasztanak világosságomtól, Zsidó fiamtól, Édes örömemtől.                                                        | Chia lìa ta khỏi ánh nắng ban mai, Khỏi đứa con mà ta hằng yêu dấu, Là niềm vui, niềm hạnh phúc đời ta.                                                                                   |
| O en eſes urodū eggen yg fyodum ſyrou a / niath thekunched buabeleul kyniuhhad.                                | Ó én ézes urodum, eggyen-igy fiodum, sírou anyát teküncsed, buabeleül kinyuhhad!                        | Én édes Uram, Egyetlenegy fiam, Síró anyát tekintsed, Fájdalmából kivonjad!                                          | Hỡi Thiên Chúa, xin Người hãy chứng giám, Đứa con trai duy nhất của ta đây, Đang nhìn ta trong đôi mắt ngấn lệ, Như kéo ta ra khỏi nỗi đau này!                                           |
| Scemem kunuel arad en iunhum buol farad the werud hullothya en iū / hum olelothya                              | Szemem künyüel árad, junhum buol fárad. Te vérüd hullottya én junhum olélottya.                         | Szememből könny árad, Szívem kíntól fárad, Te véred hullása, Szívem alélása.                                         | Lệ tuôn rơi, Tim thổn thức rã rời, Máu con trào, Lòng ta đau quặn thắt. |
| Vylag uila ga viragnak uiraga. keſeru / en. kynʒathul uoſ ſcegegkel werethul.                                  | Világ világa, virágnak virága, keserüen kinzatul, vos szegekkel veretül!                                | Világ világa, Virágnak virága, Keservesen kínoznak, Vasszegekkel átvernek!                                           | Con vốn là ánh sáng giữa nhân gian, Là hoa thơm giữa đại ngàn bát ngát, Vậy mà chúng giẫm đạp chẳng thương tiếc, Lấy đinh sắt, chúng xuyên thủng người con!                               |
| Vh nequem en fyon eʒes meʒuul Scege / nul ſcepſegud wirud hioll wyʒeul.                                        | Uh nekem, én fiom, ézes mézüül, szégyenül szépségüd, vírüd hioll vizeül.                                | Jaj nekem, én fiam, Édes, mint a méz, Megrútul szépséged, Vízként hull véred!                                        | Khốn nạn quá, con của ta ơi, Dịu ngọt lâu nay, Giờ thành tấm thân tàn, Máu con tuôn như một dòng thác đổ!                                                                                 |
| Syrolmom fuha / ʒatum therthetyk kyul en iumhumnok bel bua qui ſumha nym kyul hyul                             | Sirolmom, fuhászatum tertetik kiül, én junhumnok bel bua, ki sumha nim hiül.                            | Siralmam, fohászkodásom Láttatik kívül, Szívem belső fájdalma Soha nem enyhül.                                       | Đây lời than khóc, lời cầu nguyện của ta, Các người hẳn đã đều trông thấy, Nỗi đau trong tim này Sẽ chẳng thể nguội vơi.                                                                  |
| Wegh halal engumet / egge dum illen / maraggun uro dum / kyth wylag felleyn                                    | Végy halál engümet, eggyedűm íllyen, maraggyun urodum, kit világ féllyen!                               | Végy halál engemet, Egyetlenem éljen, Maradjon meg Uram, Kit a világ féljen!                                         | Này cái chết, hãy đến đón ta đi, Để con ta được sống đời đời, Hỡi Thiên Chúa, xin hãy để con ta sống, Bởi thế gian phải kính sợ trước con ta!                                             |
| O ygoʒ ſymeonnok beʒʒeg ſcouuo ere en erʒem ez bu / thuruth / kyt niha egyre.                                  | Ó, igoz Simeonnok bezzeg szovo ére: én érzem ez bútürüt, kit níha egíre.                                | Ó, az igaz Simeonnak Biztos szava elért, Érzem e fájdalom-tőrt, Amit egykor jövendölt.                               | Hỡi Đức Simeon yêu kính Giờ thì ta đã thấu, Nỗi đau quặn thắt này, Mà Ngài hằng báo trước.                                                                                                |
| Tuled ualmun de num ualallal / hul yg kynʒaſſal / fyom halallal.                                               | Tüüled válnum; de nüm valállal, hul igy kinzassál, fiom, halállal!                                      | Ne váljak el tőled, Életben maradva, Mikor így kínoznak Fiam, halálra!                                               | Xin đừng chia lìa ta khỏi đứa con yêu dấu, Gắng gượng lên con hỡi, Dù chúng có dày vò con, Cho đến tận lúc chết!                                                                          |
| Sydou myth theʒ turuentelen / fyom merth hol byuntelen / fugwa / huʒtuʒwa wklel / ue / ketwe / ulud.           | Zsidou, mit téssz türvéntelen, Fiom mert hol biüntelen. Fugvá, husztuzvá, üklelvé, ketvé ülüd!          | Zsidó, mit tész, törvénytelen! Fiam meghal, de bűntelen! Megfogva, rángatva, Öklözve, megkötve Ölöd meg!             | Này dân Do Thái, các người mới thật là vô pháp! Con của ta phải chết, dù rằng chẳng có tội! Nào ghì xuống, nào trói chặt, Nào đánh đập, Rồi các người giết chết con của ta!               |
| Kegug / gethuk fyomnok / ne leg / kegulm mogomnok / owog halal kynaal / anyath eʒes fyaal / egembelu ullyetuk. | Kegyüggyetük fiomnok, ne légy kegyülm mogomnok! Ovogy halál kináal anyát ézes fiáal egyembelű üllyétük! | Kegyelmezzetek meg fiamnak, Ne legyen kegyelem magamnak, Avagy halál kínjával, Anyát édes fiával Együtt öljétek meg! | Xin Thiên Chúa thương xót lấy con ta, Về phần mình, ta chẳng nhận ơn huệ ấy, Giờ ta sống mà chẳng bằng đã chết, Tiếng lòng này gửi đến đứa con yêu, Mẹ nguyện chết cùng con trai yêu dấu! |